# Velemyšleves
Velemyšleves település Csehországban, Lounyi járásban. Velemyšleves Žiželice, Staňkovice, Havraň, Bitozeves, Blažim, Bílence, Hrušovany és Strupčice településekkel határos. Lakosainak száma 343 fő (2024. január 1.).

## Népesség
A település lakosságának változását az alábbi diagram mutatja:
| Lakosok száma | 1096 | 1111 | 1065 | 567  | 389  | 290  | 331  | 335  | 350  | 343  |
|               | 1869 | 1890 | 1921 | 1950 | 1980 | 2001 | 2017 | 2019 | 2022 | 2024 |